# Patrick O’Connell

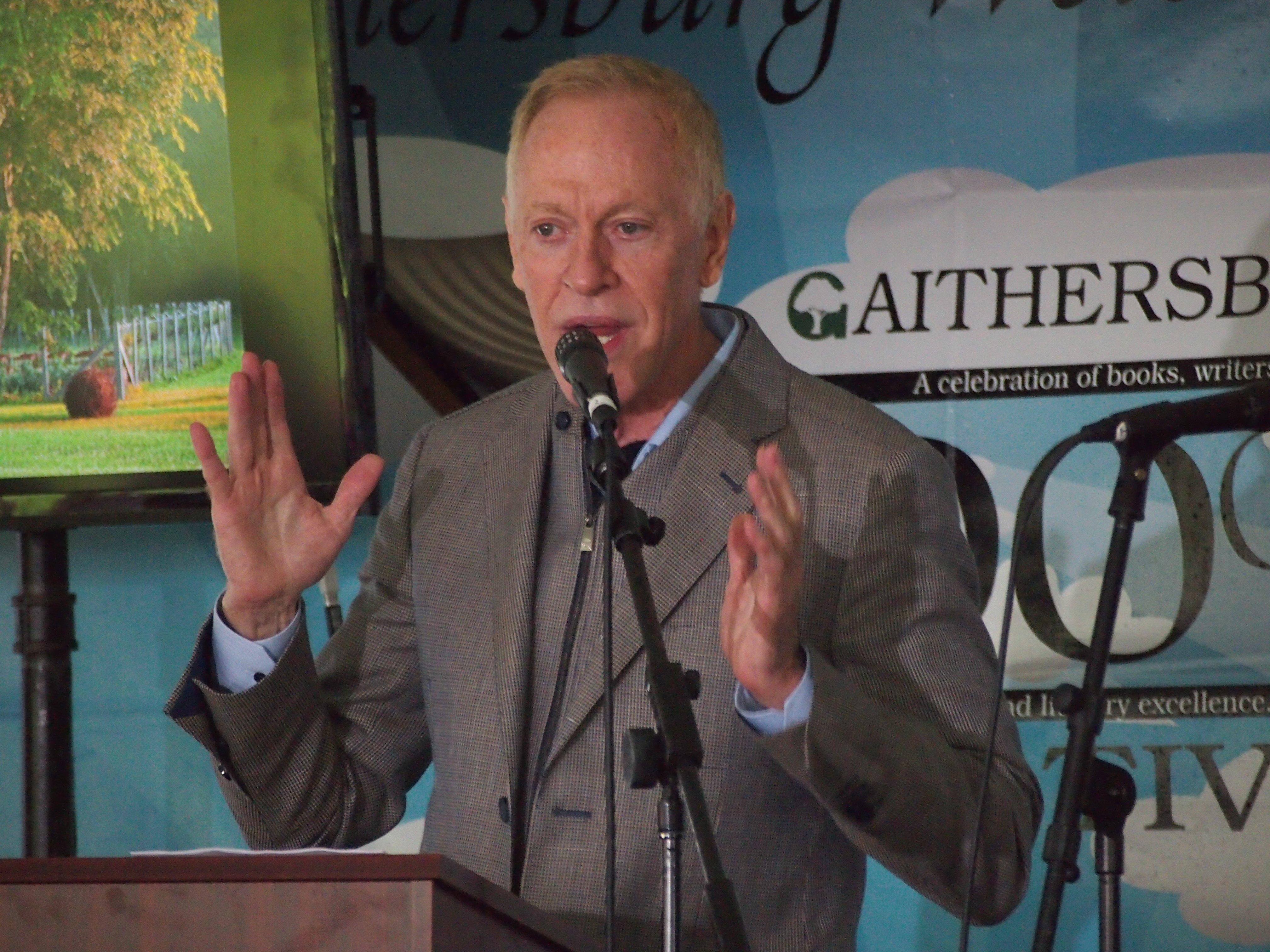
O chef Patrick O'Connell.

Patrick O'Connell (nascido em 9 de outubro de 1945) é um chef americano e proprietário do Inn at Little Washington, uma pousada e restaurante rural na cidade de Washington, Virgínia. 

## The Inn at Little Washington
Junto com seu agora ex-parceiro romântico e de negócios, Reinhardt Lynch, ele iniciou um negócio de catering em 1972 nas montanhas Blue Ridge, na Virgínia. Em 1978, O'Connell e Lynch abriram o Inn at Little Washington em um posto de gasolina abandonado. O restaurante abriu primeiro para amigos e conhecidos em 28 de janeiro de 1978, e depois oficialmente ao público em 1º de fevereiro de 1978.
Três semanas após a inauguração, um crítico gastronômico do The Washington Star, John Rosson, visitou a pousada para jantar. Em abril de 1978, o artigo de Rosson foi impresso, proclamando o restaurante de O'Connell em Little Washington como "o melhor restaurante num raio de 150 milhas de Washington D.C."  
A pousada ganhou o prêmio cinco estrelas do Mobil Travel Guide por seu restaurante e acomodações há 14 anos.  Em 2018, a Pousada recebeu a classificação de três estrelas do Guia Michelin.  O International Herald Tribune classificou-o como um dos dez melhores restaurantes do mundo. A Pesquisa Zagat para Washington, D.C. classificou-o como número um em todas as categorias por 14 anos consecutivos. 

## Prêmios e reconhecimento
O'Connell foi um dos primeiros chefs americanos cortejados pela Relais &amp; Chateaux, com sede na França. É reconhecido como um dos seus "Grands Chefs" (anteriormente a designação era "Relais Gourmands" referindo-se a estabelecimentos com qualidade igual ou superior a duas estrelas Michelin). Ele foi chamado de "O Papa da Cozinha Americana". 
Ele ganhou vários prêmios, incluindo Outstanding Chef in America em 2001 e Best Chef in the Mid-Atlantic Region em 1993, ambos concedidos pela James Beard Foundation. Em 2019, ele recebeu o prêmio pelo conjunto de sua obra.  Ele é membro da American Culinary Federation e foi incluído no Hall da Fama da ACF em 2009.  Em 2019, O'Connell recebeu a Medalha Nacional de Humanidades. 